# شرار (الرجم)

تعديل مصدري - تعديل

شرار هي إحدى قرى عزلة بني المصعب بمديرية الرجم التابعة لمحافظة المحويت، بلغ تعداد سكانها 140 نسمة حسب تعداد اليمن لعام 2004.